# Shaul Mofaz
Shaul Mofaz (Hebreeuws: שאול מופז ) (Teheran, 4 november 1948) is een Israëlische politicus. Hij is sinds 27 maart 2012 de partijleider van Kadima en was van 9 mei 2012 tot 19 juli 2012 minister zonder portefeuille en vicepremier van Israel. Hij was eerder stafchef van het Israëlische Defensieleger, minister van Defensie en minister van Transport en Wegveiligheid.

## Biografie
Shaul Mofaz werd in 1948 in Teheran geboren als Shahram Mofazzez Zadeh. In 1957 emigreerde hij samen met zijn ouders naar Israël.

### Militaire carrière
Na de middelbare school, "high school", nam hij in 1966 dienst in het Israëlische leger bij de Israëlische Paratroopers Brigade. Hij vocht in de elite-eenheid Sayeret Matkal in de Zesdaagse Oorlog, de Jom Kipoeroorlog en nam deel aan de Operatie Entebbe.
In 1982 werd hij benoemd tot brigadecommandant tijdens de Oorlog in Libanon. In 1993 werd hij commandant van het Israëlische leger op de Westelijke Jordaanoever (in de Israëlische benaming Judea en Samaria). In 1994 werd hij generaal-majoor van het zuidelijke commando. In 1997 werd hij plaatsvervangend stafchef en in 1998 de zestiende stafchef van het Israëlische leger. Hij heeft de rang van generaal-luitenant in het Israëlische Defensieleger.
Van hem is de nadien veel gebezigde uitspraak dat het Israëlische defensieleger "het meest ethische leger van heel de wereld" is. Hij zei dat tijdens de 2e Intifada.
Toen deze volksopstand in september 2000 was uitgebroken was hij een voorstander van de harde lijn. Hij hield zijn mannen de "heilige" waarde van het overwinnen voor. "Ga op hen af en pas maximale vuurkracht toe om het doel te vernietigen." Zelfs ging hij zover om hen te vragen:"Breng mij hoofden!" (Officieren moesten hun mannen gauw uitleggen dat dit niet letterlijk bedoeld was!)
Het Israëlische defensieleger schoot in de eerste paar dagen alleen al 1.300.000 kogels naar de opstandelingen

### Politieke carrière
In 2002 verliet hij het Israëlische leger en werd hij lid van de Likoed. In 2002 benoemde Ariel Sharon hem tot Israëlisch minister van Defensie. Op 21 november 2005 sloeg hij het aanbod van Ariel Sharon af om lid te worden van zijn nieuwe partij Kadima en stelde zich kandidaat voor het leiderschap van de Likoed. Maar op 11 december 2005 trok hij zich terug als kandidaat partijleider van de Likoed en stapte hij over van de Likoed naar Kadima.
Na de verkiezingen van maart 2006 werd hij Israëlisch minister van Transport en Wegveiligheid in de regering van Ehud Olmert (Kadima).
Nadat Ehud Olmert in 2008 aftrad vanwege beschuldigingen van corruptie, stelde Mofaz zich kandidaat als voorzitter van Kadima. Op 17 september 2008 verloor hij bij de interne verkiezingen van Kadima echter nipt van Tzipi Livni (42,0% tegen 43,1%).
Hoewel Kadima bij de verkiezingen van 2009 de grootste partij in de Knesset werd, kwam Kadima aanvankelijk niet in de regering van Benjamin Netanyahu. Shaul Mofaz werd lid van de Knesset voor Kadima.
Op 27 maart 2012 won hij bij de interne verkiezingen van Kadima van zittend partijvoorzitter Tzipi Livni met 61,7 procent van de stemmen (23.987 stemmen). Tzipi Livni haalde slechts 37,23 procent van de stemmen (14.516 stemmen).
Op 8 mei 2012 trad Kadima onder zijn leiding toch toe tot de regeringscoalitie van Benjamin Netanyahu, waar onenigheid was tussen Shas en Jisrael Beeténoe over een wet die ultraorthodoxe joden vrijstelt van dienstplicht, de Talwet ("Tal law" in het Engels). Shaul Mofaz werd op 9 mei 2012 beëdigd als vicepremier van Israel.
Op 17 juli 2012, kondigde Shaul Mofaz aan dat Kadima uit regering Netanyahu II zou stappen, omdat Kadima het voorstel van Netanyahu, waarbij ultraorthodoxe joden hun dienstplicht tot hun 23e kunnen uitstellen, verwierp. Volgens Kadima zou dan maar de helft van de ultraorthodoxe joden in militaire dienst gaan, terwijl de andere helft een civiele dienst zou vervullen.
Bij de vervroegde parlementsverkiezingen van 22 januari 2013 speelde het thema van de vrijstelling voor orthodoxe joden opnieuw een grote rol, maar in plaats van Kadima ging Yesh Atid van ex-journalist Yaïr Lapid ermee aan de haal. Kadima behaalde het minimale resultaat van 2 zetels en alhoewel het er even op leek dat zij ook in de regering zou komen, doet zij uiteindelijk niet mee aan het kabinet-Netanyahu III.
Daar het ernaar uitzag dat Kadima de verhoogde kiesdrempel van 3,25 procent voor de verkiezingen van de 20e Knesset in maart 2015 niet zou halen, poogde Mofaz Kadima bij de Zionistische Unie onder te brengen, mits deze hem in een nieuw te vormen regering de post van minister van Defensie zou gunnen. Omdat de Zionistische Unie hier niet in bewilligde, kondigde Mofaz aan niet deel te nemen aan de nieuwe parlementsverkiezingen.